# The Economist
The Economist – tygodnik brytyjski wydawany od 1843 w Londynie; obecnie wydawany przez The Economist Newspaper Ltd. (w latach 1928–2015 50% udziałów posiadał Financial Times).

## Historia
Gazetę założył szkocki biznesmen i finansista James Wilson. Miał już doświadczenie dziennikarskie, jako autor ekonomicznych artykułów do londyńskich czasopism Morning Chronicle i Egzaminator. Jego ambicje sięgały jednak wyżej, niż praca dziennikarza.
Pierwszy numer The Economist ukazał się 2 września 1843 roku. Miał format broszury, 16 stron, a pod nagłówkiem znalazł się cytat z walijskiego filozofa Edmunda Burke. Wiadomości i artykuły zamieszczone zostały w dwóch szpaltach, reklamy w trzech. Całość przygotował osobiście James Wilson. Początkowo tygodnik ukazywał się w soboty. The Economist szybko stał się synonimem nowego rodzaju dziennikarstwa: dziennikarstwa danych (ang. data journalism).
Pierwotnie miał zasięg krajowy, obecnie jest pismem o zasięgu globalnym, skierowanym do kręgów biznesowych i politycznych. Jest poświęcony tematyce polityki i biznesu, ale publikuje też artykuły poświęcone nauce, technice, kulturze i sztuce. Co dwa tygodnie publikowany jest dodatek tematyczny. Wydawca ogłosił w numerze z 5 marca 2005, że sprzedaż w okresie lipiec–grudzień 2004 wynosiła średnio 1 009 759 egzemplarzy tygodniowo.

## Specyfika
Artykuły w The Economist nie są podpisywane, nie jest również podawane nazwisko redaktora naczelnego (od 1993 do 2006 był nim Bill Emmott, następnie do 2015 r. John Micklethwait). Od 2015 r. redaktorem naczelnym tygodnika po raz pierwszy jest kobieta – Zanny Minton Beddoes. Jest tradycją, że – z pewnymi wyjątkami – nazwisko redaktora pojawia się jedynie wtedy, kiedy przestaje on dla tygodnika pracować.
Od 1995 roku w każdym numerze znajduje się nekrolog.
The Economist publikuje tzw. Big Mac Index, czyli porównania cen hamburgerów Big Mac w różnych krajach świata dla pokazania różnic w parytecie siły nabywczej ich walut. Od 2006 roku publikuje także Wskaźnik demokracji (Democracy Index) będący oceną systemu rządów we wszystkich państwach świata. 